# Rynkeby Sogn

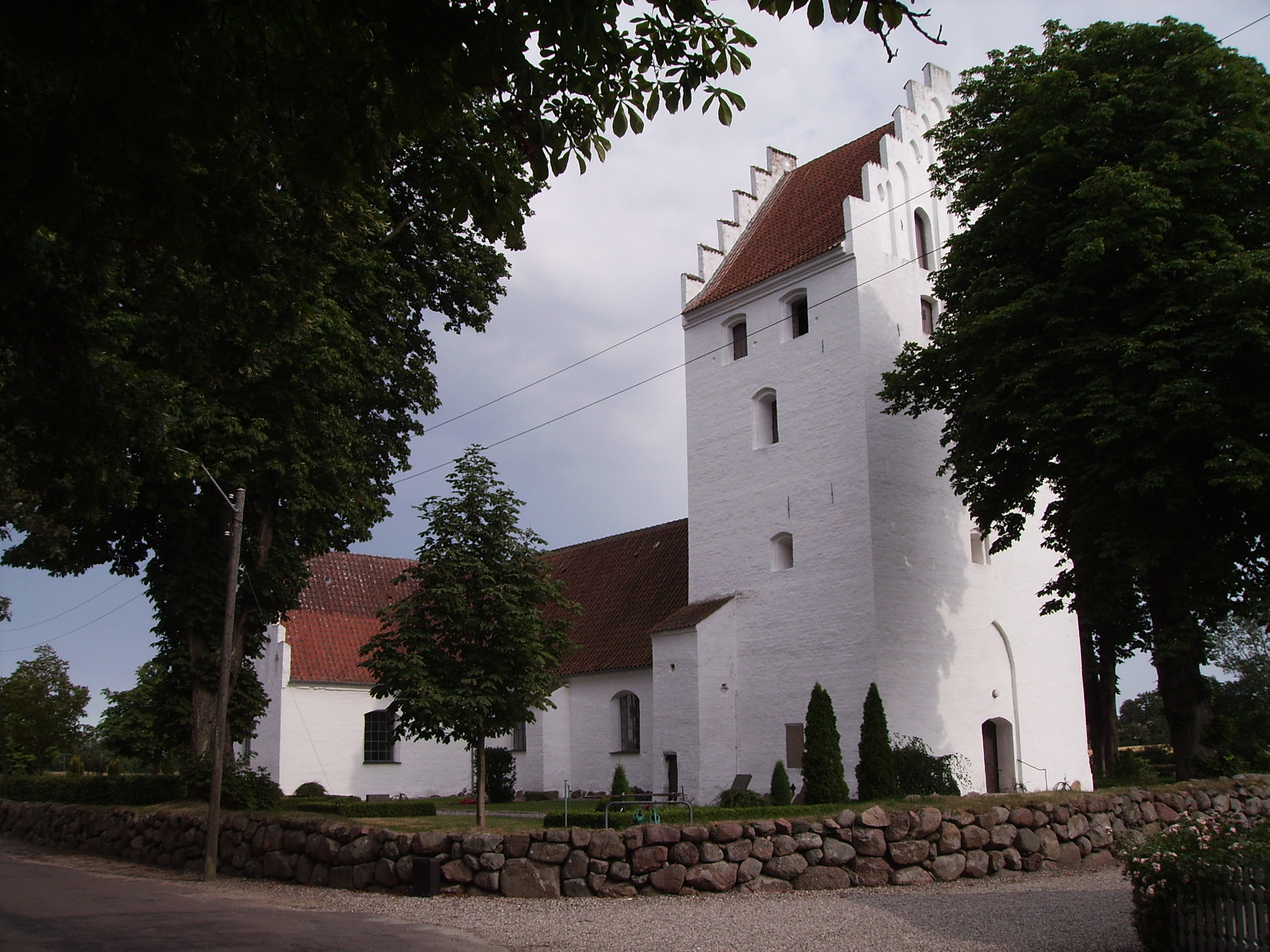
Rynkeby Kirke

Rynkeby Sogn ist eine Kirchspielsgemeinde (dän.: Sogn)
auf der Insel Fyn (dt.: Fünen)
im südlichen Dänemark. Bis 1970 gehörte sie zur Harde Bjerge Herred im damaligen Odense Amt, danach zur Kerteminde Kommune im Fyns Amt, die im Zuge der  Kommunalreform zum 1. Januar 2007 in der
„neuen“ Kerteminde Kommune in der Region Syddanmark aufgegangen ist.
Im Kirchspiel leben 1085 Einwohner, davon 561 im Kirchdorf (Stand: 1. Januar 2023). Nachbargemeinden sind im Nordosten Revninge Sogn, im Nordwesten Kølstrup Sogn und im Südwesten Birkende Sogn, ferner in der östlich angrenzenden Nyborg Kommune im Südosten Ullerslev Sogn und im Osten Flødstrup Sogn.
Im Ort liegt die Kirche von Rynkeby, eine mehrfach umgebaute, mittelalterliche Kirche, die für ihre 1965 entdeckten und sorgfältig restaurierten Freskomalereien bekannt ist, die sich in der in den 1560er Jahren erbauten nördlichen Seitenkapelle befinden. Um Jesus und seine Apostel sind 32 Engel gruppiert, die Musikinstrumente in den Händen halten. Die Malereien sind für die Musikgeschichte von Bedeutung, denn sie zeigen die Musikinstrumente der damaligen Zeit mit großer Genauigkeit, etwa eine Orgel mit Klappflügeln, ein Hackbrett und die älteste Abbildung eines Langeleik.